# 제라르 랑뱅
제라르 랑뱅(프랑스어: Gérard Lanvin, 프랑스어 발음: [lɑ̃vɛ̃], 1950년 6월 21일 ~ )은 프랑스의 배우, 가수이다.

## 출연 작품
- 맛있게 드십시오 (1976)
- 7일간의 외출 (1980, Une semaine de vacances)
- 스트레인지 어페어 (1981, Une étrange affaire)
- Le Fils préféré (1994)
- 내 안의 남자 (1996, Mon homme)
- 타인의 취향 (2000)
- 블리트 (2002)
- 아이스 에이지 (2002) - 프랑스어 더빙
- 퍼블릭 에너미 넘버원 (2008)
- 포인트 블랭크 (2010)
- 안젤리크 (2013, Angélique)